# Țvetan Todorov
Țvetan Todorov (n. 1 martie 1939, Sofia, Regatul Bulgariei – d. 7 februarie 2017, Paris, Métropole du Grand Paris, Franța) a fost un semiolog, lingvist și critic literar francez de origine bulgară. 
Todorov a cerut azil politic în Franța în anul 1963. E unul din principalii teoreticieni ai fantasticului. Personalitate marcantă în domeniul poeticii și teoriei literare moderne, abordează poetica din perspectiva studierii mecanismului discursului literar, analizând tipurile de construcție literară, categoriile de tropi și figuri ca modalități poematice ale limbajului la nivel abstract, în scopul de a elabora o teorie a genurilor. Personalitate marcantă în domeniul poeticii și a teoriei literare moderne, abordează poetica din perspectiva studierii mecanismului discursului literar. În calitate de director de cercetări la C.N.R.S. a publicat numeroase eseuri cu caracter sociologic printre care și "Les Morales de l'Histoire", pentru care a primit premiul Jean Jacques Rousseau în 1991. Împreună cu Gérard Genette a fost director al celebrei reviste de teorie a literaturii, Poetique. Todorov nu s-a dat înlături să abordeze și chestiuni de natură etică, cum ar fi relația dintre cei colonizați și coloniști în Cucerirea Americii sau analiza vinovăției colective după fenomenele Holocaustului sau Gulagului în Confruntarea cu extrema. Victime și torționari în secolul XX.
Țvetan Todorov a fost una dintre personalitățile cele mai marcante care s-au impus în domeniul fantasticului.

## Volume publicate. Semiotică. Naratologie. Teoria fantasticului
- Littérature et signification, 1967; (Literatură și semnificație)
- Grammaire du Decameron, 1969; (Gramatica Decameronului)
- Introduction à la littérature fantastique, 1970;(versiunea românească, Introducere în literatura fantastică, Editura Univers, București, 1973)
- Poétique de la prose, 1971; (Poetica prozei)
- L’énonciation, 1972 (Enunțarea) ;
- Théories du symbole, 1977; traducere în limba română de Mihai Murgu, Teorii ale simbolului, București, 1983

## Eseuri de sociologie și imagologie
În calitate de cercetător la CNRS, a publicat numeroase volume de eseuri cu caracter sociologic, sau de imagologie printre care: 
- Les Morales de l'Histoire (Moralele istoriei) – premiul Jean-Jacques Rousseau, 1991;
- La Conquête de l’Amérique; (Cucerirea Americii: Problema Celuilalt), traducere de Magda Jeanrenaud, Institutul European,Iasi,1994
- Nous et les Autres (Noi și ceilalți); traducere de Alexandru Vlad, Institutul European, Iasi,1999
- Au nom du peuple (În numele poporului);
- L`Homme dépaysé, Paris, 1998, traducere în limba română de Ion Pop, Omul dezrădăcinat, Iași, Institutul European, 1999
- Éloge du quotidien (Elogiul cotidianului);
- Une tragédie française (O tragedie franceză).
- Face À l’extrême, Confruntarea cu extrema. victime și torționari în secolul XX, București, Humanitas, 1996
- Mémoire du mal, tentation du bien. Enquête sur le siècle, Memoria răului, ispita binelui. O analiză a secolului, traducere de Magdalena Boiangiu, Alexandru Boiangiu, Curtea veche, 2002

## Lucrări colective
- În colaborare cu Oswald Ducrot a coordonat Dictionnaire encyclopedique des sciences du langage, 1972, (Dicționarul enclopedic al științelor limbajului).
- A antologat opera formaliștilor ruși în (Theorie de la litterature, 1966).